# Coupe du Maroc de football 2001-2002
 (avril 2024).
Si vous disposez d'ouvrages ou d'articles de référence ou si vous connaissez des sites web de qualité traitant du thème abordé ici, merci de compléter l'article en donnant les références utiles à sa vérifiabilité et en les liant à la section « Notes et références ».
Navigation
Édition précédente Édition suivante
La saison 2001-2002 de la Coupe du Trône est la quarante-sixième édition de la compétition.
Le Raja de Casablanca remporte la coupe au détriment du Maghreb de Fès sur le score de 2-0 au cours d'une finale jouée dans le Complexe Sportif Moulay Abdallah à Rabat. Le Raja Club Athletic remporte ainsi cette compétition pour la cinquième fois de son histoire.

## Déroulement

### Quarts de finale
| Équipe 1            | Équipe 2               | Résultat            |
| ------------------- | ---------------------- | ------------------- |
| Kawkab de Marrakech | Olympique de Khouribga | 1 - 1 3 - 4 (t.a.b) |
| FAR de Rabat        | Tihad Sportif Club     | 1 - 0               |
| Olympique de Safi   | Maghreb de Fès         | 0 - 1               |
| Raja Club Athletic  | Mouloudia Club d'Oujda | 4 - 0               |

### Demi-finales
| Équipe 1               | Équipe 2           | Résultat |
| ---------------------- | ------------------ | -------- |
| Olympique de Khouribga | Maghreb de Fès     | 0 - 2    |
| FAR de Rabat           | Raja Club Athletic | 1 - 2    |

### Finale
La finale oppose les vainqueurs des demi-finales, le Raja Club Athletic face au Maghreb de Fès, le 11 janvier 2003 au Complexe Sportif Moulay Abdallah à Rabat.
| Entraîneur :  |
| Walter Meeuws |

| Entraîneur :  |
| Walter Meeuws |